# Hyacinthe Collin de Vermont
Pour les articles homonymes, voir Collin.
Hyacinthe Collin de Vermont, né le 19 janvier 1693 à Versailles et mort le 16 février 1761 à Paris, est un peintre français.

## Biographie
Fils de Jeanne Collette et de Nicolas Colin, ordinaire de la musique du roi, frère de Colin de Blamont, Collin de Vermont a été l’élève de Jouvenet et de son parrain Rigaud, qui avait beaucoup d’affection pour lui.
Il alla ensuite à Rome étudier les chefs-d’œuvre des écoles d’Italie. Revenu en France avec un bon goût de dessin, de l’élégance et de la pureté, il fut reçu à l’Académie de peinture en 1725, et élu professeur en 1740, il occupait à sa mort le poste d’adjoint à recteur, à laquelle il était parvenu en 1754.
Collin de Vermont a fait plusieurs tableaux d’église et de cabinet ; les principaux sont : une Présentation au Temple, autrefois visible dans la paroisse de Saint-Louis à Versailles, et la Maladie d’Antiochus, qui fut exposée au concours de 1717. Il a laissé une suite considérable d’esquisses terminées, dont il avait pris les sujets dans l’Histoire de Cyrus.

## Élèves
- Jean-Baptiste Deshays de Colleville

## Œuvres
- Bacchus changé en feuillages de vigne les ouvrages des Ménéides, Versailles, musée de Versailles ;
- Cyrus fait fouetter le fils d’Artambarès, Dijon, musée Magnin ;
- Le Festin de Balthazar, Dijon, musée Magnin ;
- Jupiter et Mercure chez Philémon et Baucis, musée de Versailles ;
- L’Automne (ruche), Rouen, musée des beaux-arts ;
- L’Été (gerbe et charrue), Rouen, musée des beaux-arts ;
- Le Berger Apulas transformé en olivier, musée de Versailles ;
- Le Festin de Balthazar, Dijon, musée Magnin ;
- Le Mariage mystique de sainte Catherine, Lyon, musée des beaux-arts ;
- Le Rajeunissement d’Iolas par Hébé, musée de Versailles ;
- Les Noces d’Alexandre et de Roxane, Paris ; musée du Louvre ;
- L'Annonciation (1735); Collégiale Saint-Just de Lyon ;
- Mercure confie Bacchus aux nymphes de Naxos ;
- Roger arrivant dans l'île d'Alcine, (1740), Grenoble, musée de Grenoble.